# Motiur Rahman Nizami
Motiur Rahman Nizami (bengalisch মতিউর রহমান নিজামী Matiur Rahamān Nijāmī; * 31. März 1943 in Monmothpur, nahe Pabna, Britisch-Indien; † 11. Mai 2016 in Dhaka) war ein bengalischer Politiker und Führer (Ameer, bzw. Emir) der islamistischen Partei Bangladesh Jamaat-e-Islami (BJI).
Am 29. Oktober 2014 wurde er wegen Kriegsverbrechen während des bangladeschischen Unabhängigkeitskrieges durch das Internationale Verbrechens-Tribunal (International Crimes Tribunal) in Dhaka zum Tode verurteilt. Am 30. Januar 2014 war er bereits in einem anderen Verfahren wegen groß angelegten Waffenschmuggels ebenfalls zum Tode verurteilt worden. Nachdem ein Revisionsantrag abgewiesen worden war, wurde das Urteil am 11. Mai 2016 vollstreckt.

## Biografie
Motiur Rahman Nizami besuchte in der Nähe seines Heimatortes die Madrasa. Er studierte zunächst an verschiedenen islamischen Bildungseinrichtungen in Ostpakistan und 1967 auch an der staatlichen Universität Dhaka. In den 1960er Jahren stieg er zum Führer der Jugendorganisation Islami Chhatra Sangha der Jamaat-e-Islami im damaligen Ostpakistan auf.
Während des Bangladesch-Krieges von 1971 war er Führer der al-Badr-Milizen, deren Aufgabe es war, als Hilfstruppe der pakistanischen Armee gegen die bangladeschischen Unabhängigkeitskämpfer vorzugehen. Dabei war al-Badr in zahlreiche Menschenrechtsverbrechen verwickelt. Besonders hatten es die al-Badr-Milizen auf bengalische Intellektuelle (Lehrer, Ärzte, Professoren, Schriftsteller) abgesehen, die entführt, gefoltert und ermordet wurden, unter anderem im Massaker vom 16. Dezember 1971, zwei Tage vor Kriegsende. Nach der Unabhängigkeit Bangladeschs flüchtete Nizami zuerst außer Landes, kehrte aber 1978 nach einer Generalamnestie, die durch den Militärdiktator Ziaur Rahman erteilt worden war, wieder nach Bangladesch zurück.
Zwischen 1978 und 1982 war Nizami lokaler Vorsitzender (Emir) der Jamaat-e-Islami in Dhaka sowie von 1983 bis 1988 stellvertretender Generalsekretär und 1988 bis 2000 Generalsekretär der Partei. Von 1991 bis 1995 und erneut 2001 bis 2006 war er gewählter Abgeordneter des bangladeschischen Parlaments (Jatiyo Sangshad). Ab dem Jahr 2000 war Nizami Parteiführer der Jamaat-e-Islami. Zwischen 2001 und 2006 bekleidete er Ministerämter in der Koalitionsregierung aus Bangladesh Nationalist Party (BNP) und Jamaat-e-Islami unter Premierministerin Khaleda Zia. 2001 bis 2003 leitete er das Ressort für Landwirtschaft und 2003 bis 2006 das Ressort für Industrie.

## Anklagen und Verurteilung

### Anklage und Verurteilung wegen Waffenschmuggels
Am 2. April 2004 wurden insgesamt 10 Lastwagenladungen voller Munition und Waffen, die auf zwei Schiffen in den Hafen von Chittagong gekommen waren, durch die bangladeschischen Behörden beschlagnahmt. Die beiden Schiffe hatten in einem Hafenbereich angelegt, der dem Industrieministerium unterstand. Industrieminister war zu dieser Zeit Motiur Rahman Nizami. Es handelte sich um die größte Menge an Waffen, die jemals in Bangladesch sichergestellt wurde. Wie sich anschließend herausstellte, sollten die Waffen über die Grenze ins benachbarte indische Assam geschmuggelt werden und waren für die separatistischen Rebellen der United Liberation Front of Assam (ULFA) bestimmt. 2005 wurde ein Gerichtsverfahren aufgrund von Waffenschmuggel eröffnet, das allerdings nur schleppend vorankam, da es von der Regierung bewusst beschränkt wurde. Angeklagt wurden nur die unmittelbar Beteiligten (Hafenarbeiter, Lastwagenfahrer, Seeleute) und nach den Hintermännern der Affäre wurde nicht gefragt. Erst nach Ende der BNP-Jamaat-Koalitionsregierung wurde das Verfahren im Jahr 2007 unter der neuen Regierung von Premierminister Fakhruddin Ahmed reaktiviert und es kam zur Anklage von 11 weiteren Personen. Zu ihnen gehörten einige führende Politiker der damaligen Regierung, darunter auch Nizami. Am 29. Juni 2010 wurde Nizami verhaftet. Am 30. Januar 2014 verurteilte das zuständige Gericht, das Chittagong Metropolitan Special Tribunal-1 insgesamt 14 Angeklagte, darunter Matiur Rahman Nizami und auch den damaligen Innenminister und Geheimdienstchef Luftozzaman Babar (BNP), sowie den flüchtigen ULFA-Führer Paresh Baruah (in Abwesenheit) aufgrund ihrer Beteiligung an dem Waffenschmuggel zum Tode.

### Anklage und Verurteilung wegen Menschenrechtsverbrechen
| Nr. | Anklagepunkt                                                                        | ICT        | Oberstes Gericht |
| --- | ----------------------------------------------------------------------------------- | ---------- | ---------------- |
| 1   | Mord an dem Unabhängigkeitskämpfer Kadshimuddin in Pabna                            | Tod        | Freispruch       |
| 2   | Vergewaltigungen und Morde in verschiedenen Dörfern im Bezirk Pabna                 | Tod        | Tod              |
| 3   | Folterungen und Morde im Sportinstitut von Mohammadpur                              | lebenslang | Freispruch       |
| 4   | Massentötungen und Vergewaltigungen im Dorf Karamja im Bezirk Pabna                 | Tod        | Freispruch       |
| 6   | Tötung von 50 Personen in Santhia, Bezirk Pabna                                     | Tod        | Tod              |
| 7   | Folter und Ermordung von Sohrab Ali in Brishalikha, Bezirk Pabna                    | lebenslang | lebenslang       |
| 8   | Angeordnete Tötung von mehreren Jugendlichen in Dhaka                               | lebenslang | lebenslang       |
| 16  | Planung und Ausführung der Tötung von Intellektuellen in Dhaka und an anderen Orten | Tod        | Tod              |

Die Awami-Liga unter Hasina Wajed, die zusammen mit den mit ihr verbündeten Parteien die Parlamentswahl 2008 gewann, löste anschließend ein Wahlversprechen ein und reaktivierte das Internationale Verbrechens-Tribunal (International Crimes Tribunal, ICT), das sich mit der Aufarbeitung der Menschenrechtsverbrechen während des Unabhängigkeitskrieges 1971 befassen sollte. In der Folgezeit wurden mehrere Politiker von Jamaat-e-Islami verhaftet und angeklagt. Auch Nizami war davon betroffen. Am 28. Mai 2011 wurde er angeklagt und das zugehörige Gerichtsverfahren begann am 13. November 2013. Am 29. Oktober 2014 fand die Urteilsverkündung statt. Nizami wurde in acht von 16 Anklagepunkten schuldig gesprochen. Die Anklagepunkte umfassten die Komplizenschaft oder direkte Beteiligung an mehrfachen Entführungen, mindestens 450 Morden, Folterungen und mindestens 50 Vergewaltigungen. Nizami wurde infolgedessen zum Tode verurteilt. Seine Verteidiger bestritten nicht die Verbrechen selbst, erklärten aber, dass Nizamis Schuld nicht mit letzter Gewissheit erwiesen sei und dass sie deswegen in Revision gehen würden. Am 6. Januar 2016 wies das Oberste Gericht von Bangladesch die Berufung Nizamis ab und bekräftigte das Todesurteil.
Das Urteil wurde in der bangladeschischen Öffentlichkeit gemischt aufgenommen. Viele begrüßten es empathisch als die langersehnte Gerechtigkeit. Die Anhänger von Jamaat-e-Islami sprachen dagegen von einem politisch motivierten Verfahren.
Am 5. Mai 2016 bestätigte das Oberste Gericht Bangladeschs in einem letzten Revisionsverfahren erneut die Todesstrafe gegen Nizami. In drei Anklagepunkten wurde Nizami freigesprochen, während die restlichen fünf Anklagepunkte bestehen blieben. Damit hatte Nizami alle rechtlichen Möglichkeiten der Urteilsanfechtung ausgeschöpft. Die einzige Möglichkeit, der Todesstrafe zu entgehen wäre ein Gnadengesuch an den Staatspräsidenten gewesen, was Nizami jedoch ablehnte.
Nach dem endgültigen Urteilsspruch übte das pakistanische Außenministerium scharfe Kritik an dem Urteil und dem Gerichtsverfahren. Daraufhin wurde der pakistanische Botschafter in Dhaka einbestellt und bekam eine Protestnote der bangladeschischen Regierung überreicht, in der die „Einmischung Pakistans in die inneren Angelegenheiten Bangladeschs“ und die „andauernde Unterstützung Pakistans von verurteilten Kriegsverbrechern“ bedauert wurde.
Am 11. Mai 2016 gegen 12 Uhr Ortszeit wurde der 73-jährige Nizami im Zentralgefängnis von Dhaka gehängt. Es war das insgesamt fünfte vollstreckte Todesurteil seit Beginn der Kriegsverbrecherprozesse.